# Rocher de la Fondation

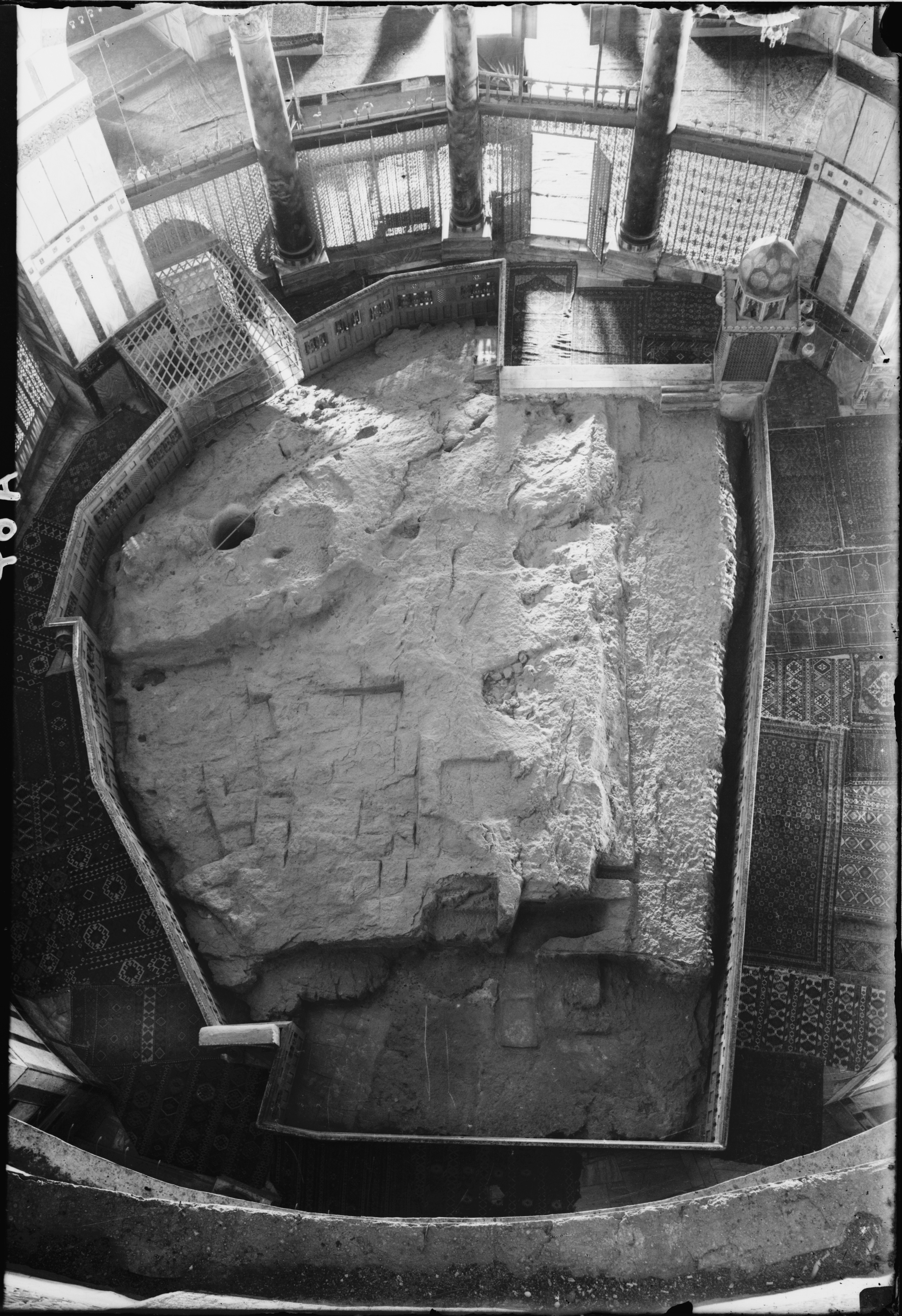
Vue du rocher de la Fondation au centre du dôme du Rocher à Jérusalem. Le trou rond, sur la partie supérieure gauche du rocher, donne sur une petite excavation appelée le puits des Âmes. On voit tout en haut de la photo une sorte de cage qui couvre l'escalier donnant accès à cette excavation. Le rocher de la Fondation dans le dôme du Rocher à Jérusalem (vers 1900-1920).

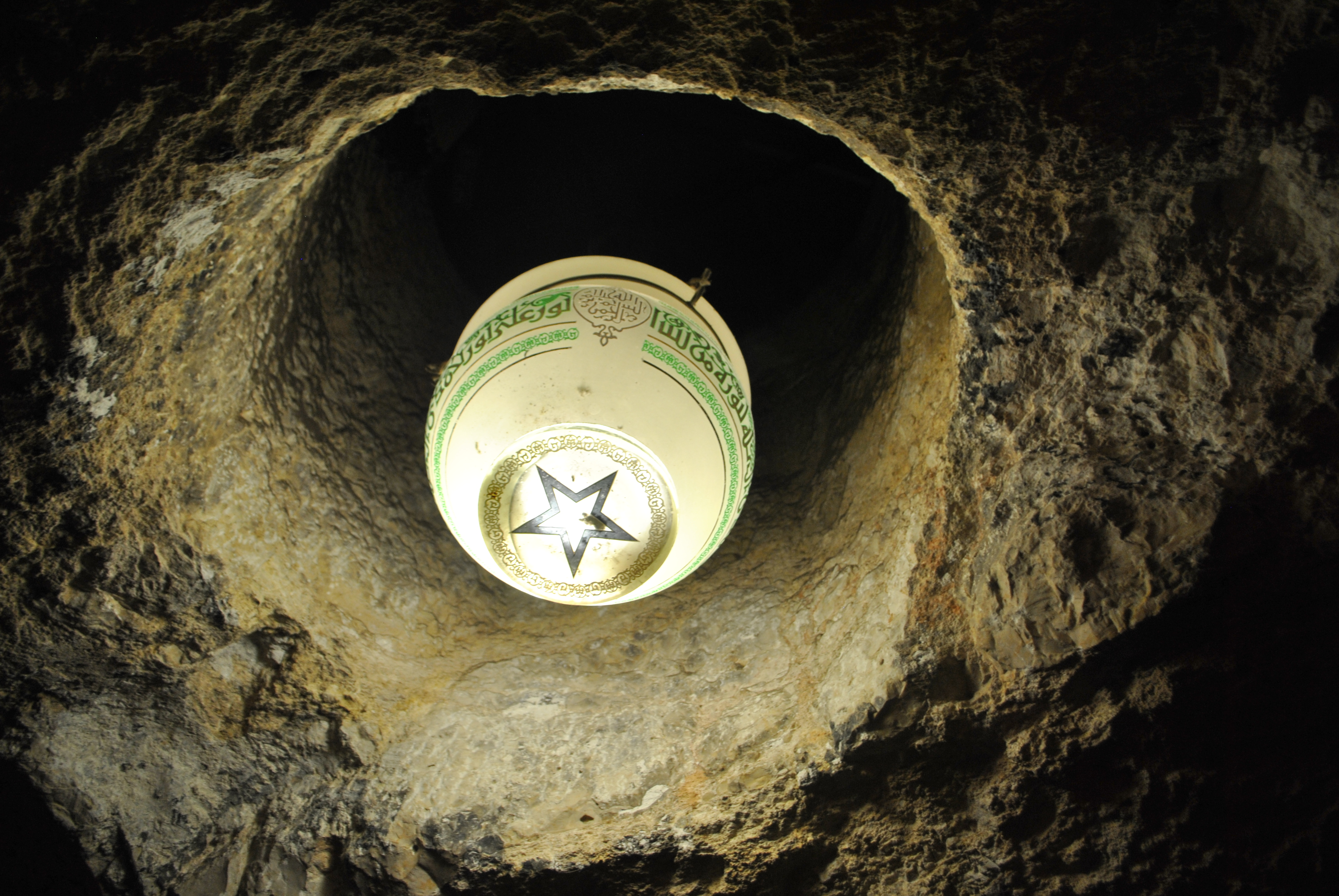
Le fond du rocher de la Fondation, photo prise du puits des Âmes.

Le rocher de la Fondation (hébreu : אבן השתייה Even hashtiya « La pierre d’assise ») est la pierre d’assise du Saint des saints des temples de Jérusalem. Lieu le plus saint du judaïsme vers lequel sont orientées les prières, il est identifié par le Midrash au site de la ligature d’Isaac et est considéré comme le point de jonction spirituelle entre les cieux et la terre.
Bien que sa localisation exacte soit matière à controverse, une opinion répandue l’identifie au Rocher (arabe الصخره As-Sakhra) situé au cœur du dôme du Rocher. Celui-ci, vers lequel les musulmans se prosternaient également aux tout premiers temps de l'islam, serait l'endroit où le prophète Mahomet est monté au paradis lors de Isra et Miraj, emporté par sa monture, le bouraq. Il est également connu sous le nom de Pierre percée car une petite cavité au sud-est permettrait d’accéder au puits des Âmes.

## Emplacement du rocher
Toutefois sur l'emplacement de ce rocher, les exégètes juifs donnent quatre possibilités : 
1. La pierre était sous l'Arche qui était sous le dôme du Rocher[2] ;
2. La pierre était sous l'autel qui est maintenant dans le dôme du Rocher[3] ;
3. La pierre qui était sous l'Arche est maintenant près de la fontaine El Kas au sud du dôme du Rocher[4] ;
4. La pierre qui était sous l'Arche est maintenant à l'intérieur du dôme des Esprits qui est au nord du dôme du Rocher[5].

## Description
L'environnement est vieux de quelque 90 millions d'années, datant de la fin du Turonien supérieur et composé de calcaire karst du Crétacé supérieur. Au sud-est, un escalier permet l'accès au puits des Âmes.

## Signification pour les juifs
C'est l'endroit le plus saint dans le judaïsme.

### Rôle dans le temple
Situé à l'intérieur du Saint des saints (Débir), c'est le roc sur lequel l'Arche d'alliance a été placé dans le Premier Temple. Au cours de la période du Second Temple, l'Arche de l'Alliance n'était plus présente, la pierre a été utilisée par le Haut prêtre qui a offert de l'encens et l'aspersion du sang des sacrifices sur elle pendant le service du Yom Kippour.

### Commémoration des lois juives
Le Talmud donne des consignes.
Dans le récit du voyage de l'anonyme de Bordeaux en 333, le pèlerin indique qu'à l'endroit de la pierre perforée, les Juifs viennent chaque année (probablement le 9 av) et l’oignent, se lamentant, gémissant et déchirant leurs vêtements avant de s’en aller.

## Signification pour l'islam
C'est l'endroit où l'ange (en) Israfel (إسرافيل) sonnera de la trompette lors du jugement dernier,. Selon les Hadîths, le prophète lors de son ascension partit de ce rocher,,,,.